# Miécourt
Miécourt (toponimo francese; in tedesco Mieschdorf, desueto) è una frazione di 427 abitanti del comune svizzero di La Baroche, nel Canton Giura (distretto di Porrentruy).

## Storia

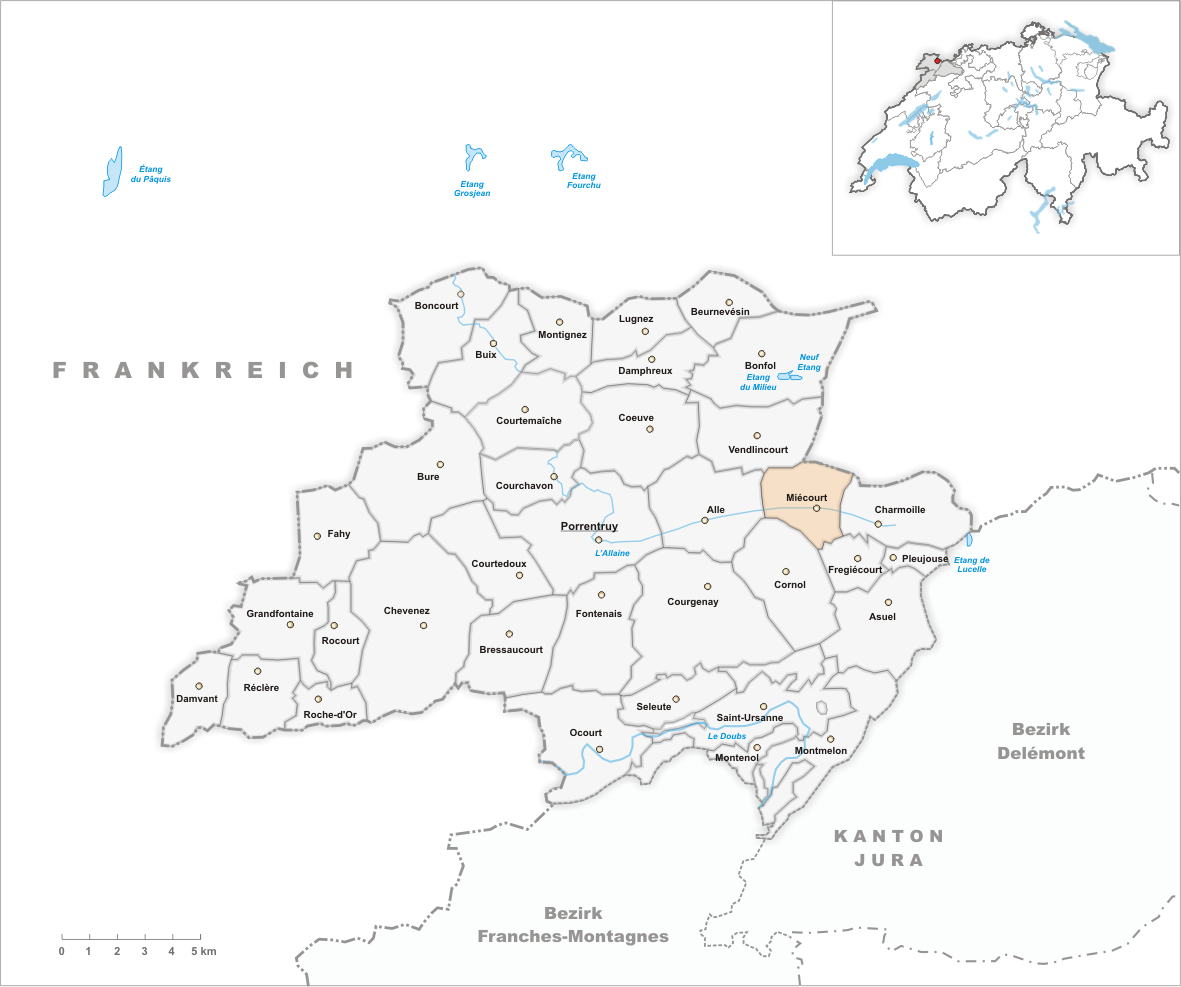
Il territorio del comune di Miécourt prima degli accorpamenti comunali del 2009

Già comune autonomo che si estendeva per 6,46 km², il 1º gennaio 2009 è stato accorpato agli altri comuni soppressi di Asuel, Charmoille, Fregiécourt e Pleujouse per formare il nuovo comune di La Baroche.

## Monumenti e luoghi d'interesse

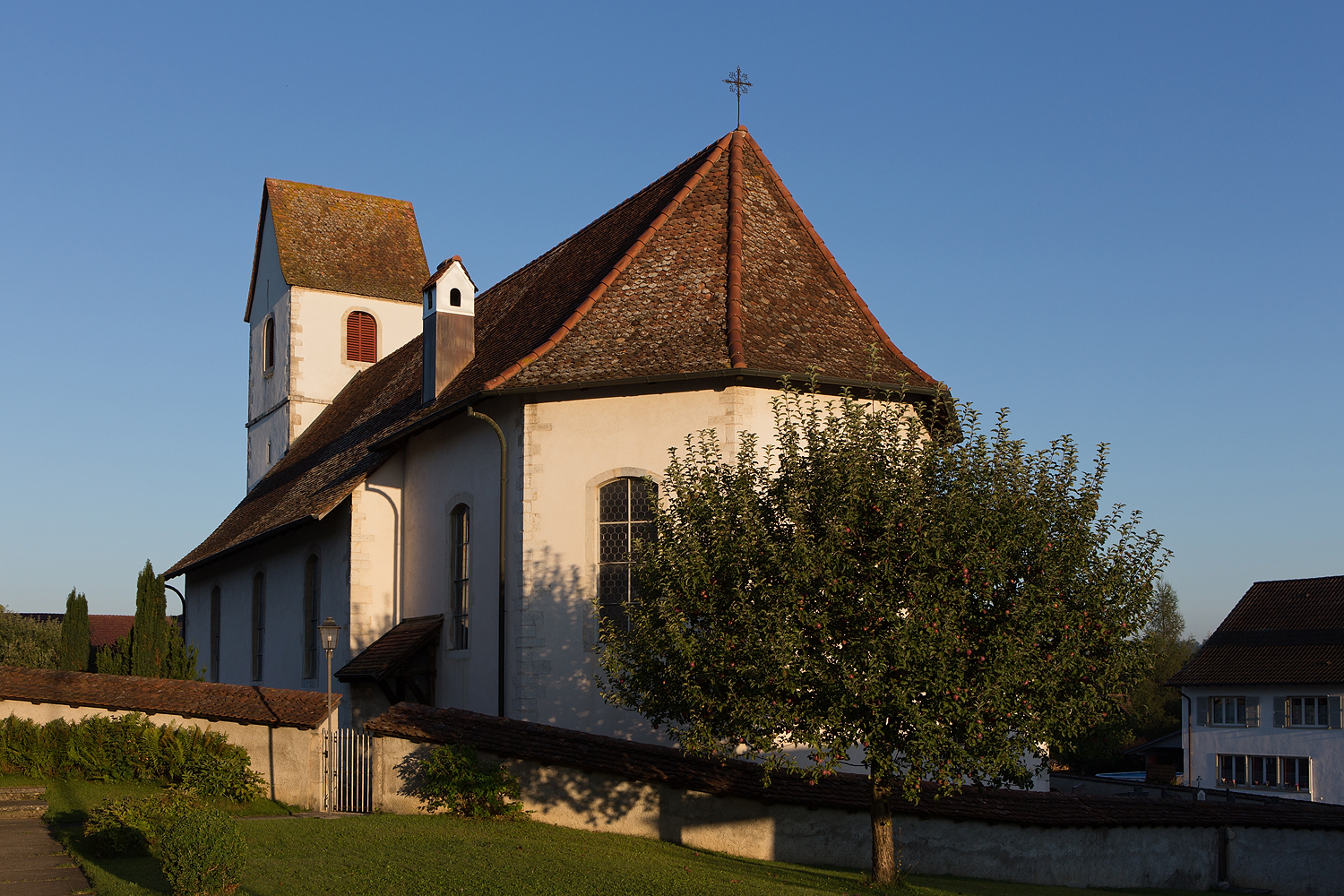
La chiesa della Natività della Vergine

- Chiesa cattolica della Natività della Vergine, ricostruita nel XVIII secolo[1];
- Cappella riformata, eretta nel 1909[1];
- Rovine del castello, eretto nel XII secolo[1].

## Società

### Evoluzione demografica
L'evoluzione demografica è riportata nella seguente tabella:
Abitanti censiti

## Amministrazione
Dal 1836 comune politico e comune patriziale erano uniti nella forma del commune mixte.